# Biroa atrospinosa
Biroa atrospinosa är en insektsart som beskrevs av Bolívar, I. 1903. Biroa atrospinosa ingår i släktet Biroa och familjen vårtbitare. Inga underarter finns listade i Catalogue of Life.